# Оззи, Рэй
Рэй О́ззи (англ. Ray Ozzie; род. 20 ноября 1955 года) — известный архитектор программного обеспечения, работавший в Microsoft. Играл большую роль в создании Lotus Notes.

## Биография
Родился в Чикаго, Иллинойс, но потом переехал в Парк Ридж. В 1973 году окончил среднюю школу и заинтересовался программированием.
В 1979 году окончил Иллинойсский университет и получил степень бакалавра, где работал над системами PLATO в компании Data General вместе с Джонатаном Сейчсом. После, работал в Software Arts на Даниэля Бриклина и Боба Фрэкстона, известных людей, создавших VisiCalc. Через некоторое время был опять принят в Lotus для работы над совершенствованием Lotus Symphony. В 1995 году он начал работать в Groove Networks. Groove Networks была куплена корпорацией Microsoft в 2005 году, где Рэй Оззи начал свою карьеру архитектора ПО после ухода с этого поста Билла Гейтса
В октябре 2009 года он основал отдел Microsoft FUSE Labs для исследования и усовершенствования компьютерных технологий.
18 октября 2010 года Рэй Оззи объявил о своём решении уйти в отставку и покинуть корпорацию Microsoft. C 2006 года Рэй Оззи занимал должность главного специалиста по архитектуре программного обеспечения. О своих ближайших планах на будущее в открытом письме не было сказано.

### Семья
У Рэя есть жена Давна Бускет и двое детей Нэйл Оззи и Джилл Оззи.